# Рущенко Ігор Петрович
Ігор Петрович Рущенко (нар. 22 серпня 1953 в Івано-Франківську) — український соціолог, доктор соціологічних наук (2002), професор, член Правління Соціологічної асоціації України. Член редакційної колегії наукового часопису «Український соціум».

## Біографія
Народився 22 серпня 1953 у місті Івано-Франківськ в сім'ї службовців. Батько — викладач історії, науковець Рущенко Петро Тихонович. Мати — педагог, викладач української мови і літератури Рущенко Лариса Павлівна.
З 1958 року постійно мешкає у місті Харків, де закінчив середню школу № 1 та Харківський інженерно-економічний інститут, отримавши кваліфікацію інженера-економіста.
Після проходження дійсної військової служби працював і навчався в аспірантурі у Харківському інституті радіоелектроніки. У 1983 році захистив дисертацію на здобуття ступеня кандидата філософських наук. Доцент з 1990 року.
У 1990–1992 роках працював директором соціологічного центру «Соціум». Під його керівництвом було проведено низку соціологічних досліджень у Харкові та Харківський області.
У 1992 - 2016 рр. працював у Харківському національному університеті внутрішніх справ на посадах доцента, професора, завідувача кафедри. У січні 2002 року захистив дисертацію на здобуття ступеня доктора соціологічних наук. З 2003 року — професор. Очолював спеціалізовану вчену раду Д 64.700.06 у ХНУВС. За його наукового керівництва успішно захистили дисертації 6 кандидатів наук. Організовував щорічну науково-практичну конференцію "Девіантна поведінка: соціологічні, психологічні, юридичні аспекти". З 2016 р. працює в Національному технічному університеті "Харківський політехнічний інститут".

## Науковий доробок
Основні наукові інтереси — девіантологія, кримінологія, кадрова безпека, національна безпека. Засновник наукового напрямку «соціологія злочинності» в Україні. Розробив концепцію кримінальної революції та пояснив процес перетворення українського соціуму на кримінальне суспільство. Розробив кримінологічну теорію бар'єрів для пояснення законослухняної поведінки та феномену девіантності. 
Засновник та керівник науково-дослідницького комітету Соціологічної асоціації України з проблем соціології права та девіантної поведінки. З 2014 р. досліджує соціальну складову російсько-української гібридної війни, бере участь в громадській ініціативі "Бюро протидії гібридним війнам", здійснює наукове керівництво емпірико-соціологічними дослідженнями з проблематики національної безпеки на Сході та Півдні України.

## Публікації
Автор більше 150 наукових і науково-методичних праць, в тому числі автор та співавтор 4 підручників для студентів і 15 наукових монографій.

### Монографії та підручники
- Рущенко І. П. Соціологія: Курс лекцій. — Харків, 1996. — 210 с.
- Молодежь и наркотики (социология наркотизма) / Под ред. проф. Соболева В.А. и доц. Рущенко И.П. – Харьков: Торсинг, 2000. — 432 с.
- Рущенко І. П. Соціологія злочинності. — Харків, 2001. — 370 с.
- Доверие милиции и латентная преступность: взгляд украинских и российских исследователей. Монография / Ю. А. Свеженцева, В. А. Соболев, И. П. Рущенко, В. И. Диденко, Е. Е. Тонков. — Харьков, 2002.
- Профилактика наркомании: организационные и методические аспекты / Коллективная монография: Итоговые материалы международного проекта / Составитель д.с.н. И. П. Рущенко. — Харьков, 2002.
- Рущенко І. П. Загальна соціологія: Підручник. — Харків: НУВС, 2004. — 524 с.
- Криминология. Тексты XIX — начала XX вв. (история социологии преступности): хрестоматия для студентов юридических и социологических специальностей вузов: в 4 т. / сост. и предисл. д-ра социол. наук, проф. И. П. Рущенко. — Т. 1: Уголовно-статистические исследования. — Харьков: Харьковский национальный университет внутренних дел, 2009. — 432 с. (Классики криминологии и социологии преступности).
- Робота з персоналом організацій: навч. посіб./За ред. І.П. Рущенка. –  Х.: Видавництво «Форт», 2013.  — 460 С.
- Девіантологічні читання в Харківському національному університеті внутрішніх справ (2008–2012): 100 кращих тез доповідей: зб./уклад. і заг. ред. І.П. Рущенка. – Х.: Золота миля; ХНУВС, 2013. – 378 с.
- Рущенко І.П. Російсько-українська гібридна війна: погляд соціолога: монографія. – Х.: ФОП Павленко О.Г., 2015 – 268 с.

### Статті
- Рущенко И. П. Латентные социальные процессы: теоретические и практические аспекты исследований наркомании // Социологические исследования. — 1999. — № 10. — С. 74-85. [Архівовано 5 березня 2016 у Wayback Machine.]
- Рущенко І. П. Діалог соціолога та юриста про латентну злочинність, і не лише про те… // Соціологія: теорія, методи, маркетинг. — 2001. — № 2. — С. 8-16.

Рущенко І. П. Кримінальний кодекс і соціальні інституції // Соціологія: теорія, методи, маркетинг. — 2003. — № 4. — С. 150–164.

Рущенко І. П. Інститут поліції: минуле і сучасне в соціологічній інтерпретації // Український соціум. — 2004. — № 1(3). — С. 38-47.
- Рущенко І. П. Архетип заборони як кримінологічна гіпотеза // Соціальна психологія : наук. журнал / голов. ред. Ю. Ж. Шайгородський. — 2007. — № 2 (22). — С. 3-13.
- Рущенко І. П. Соціальний порядок і соціальні відхилення // Методологія, теорія та практика соціологічного аналізу сучасного суспільства: Збірник наукових праць. — Вип. 15. — Харків: Видавничий центр Харківського держуніверситету ім. В. Н. Каразіна, 2009. — С. 136–146.
- Рущенко И. П. Криминальная революция как социетальный фактор // Социология : теория, методы, маркетинг. — 2008. — № 3. — С. 194–210.  [Архівовано 23 серпня 2016 у Wayback Machine.]
- Рущенко І. П. Методологічні основи досліджень латентних соціальних явищ і процесів // Проблеми якості інформації про злочинність : Кримінологічні дослідження. Вип. 4 / Луган. держ. ун-т внутр. справ ім. Е. О. Дідоренка; [Гол. ред. канд. філос. наук В. І. Поклад]. — Луганськ: РВВ ЛДУВС ім. Е. О. Дідоренка, 2010.
- Рущенко І.П. Від «кримінальної революції» до «кримінального суспільства» // Соціологія: теорія, методи,маркетинг. – 2014. – №2. – С. 3-22.
- Рущенко І.П. Підривні соціальні технології (з досвіду російсько-української гібридної війни) // Вісник Львівського університету. Серія соціологічна. 2015. Випуск 9. – С.35-43.
- Рущенко І. Харківський напрям гібридної війни Росії проти України // Доповідь: Два роки з початку АТО та гібридної війни РФ проти України: провал путінського бліц-кригу / Тарас Березовець, Євген Магда, Сергій Постоловський, Ігор Рущенко. – Київ: Бюро протидії гібридній війні, Український інститут майбутнього, 2016. – С.23-29.